# Vils (város)
Vils település Ausztria tartományának, Tirolnak a Reuttei járásában található. Területe 30,7 km², lakosainak száma 1486 fő, népsűrűsége pedig 48 fő/km² (2014. január 1-jén). A település 826 méteres tengerszint feletti magasságban helyezkedik el.

## Fordítás
- Ez a szócikk részben vagy egészben  a   Vils, Tyrol című angol Wikipédia-szócikk ezen változatának fordításán alapul.  Az eredeti cikk szerkesztőit annak laptörténete sorolja fel. Ez a jelzés csupán a megfogalmazás eredetét és a szerzői jogokat jelzi, nem szolgál a cikkben szereplő információk forrásmegjelöléseként.